# Brandenburgia-Prusy
Brandenburgia-Prusy (niem. Brandenburg-Preußen) – nieoficjalne, acz upowszechnione w historiografii określenie używane w odniesieniu do wczesnonowożytnych połączonych unią personalną: Elektoratu Brandenburskiego (wraz z innymi formalnie odrębnymi księstwami i hrabstwami w Rzeszy) i Księstwa Prus rządzonych przez władców z dynastii Hohenzollernów w latach 1618–1701.

## Historia
Rządząca w elektoracie Brandenburgii główna linia Hohenzollernów wżeniła się w młodszą linię panującą w księstwie pruskim, czym zagwarantowała sobie sukcesję w Prusach, po wymarciu tamtejszej gałęzi w 1618. Inną konsekwencją polityki małżeńskiej była inkorporacja władztw dolnoreńskich: księstwa Cleve oraz hrabstw Mark i Ravensbergu, na mocy traktatu z Xanten z 1614.
Pokój westfalski, kończący wojnę trzydziestoletnią, z 1648 przyłączał do Brandenburgii Minden i Halberstadt, a także sukcesję w Pomorzu Tylnym (inkorporowane w 1653, na mocy układów szczecińskich) i w księstwie magdeburskim (inkorporowane w 1680). Układy welawsko-bydgoskie z 1657 zwalniały Prusy książęce z zależności wasalnej od Polski oraz oddawały elektorom tereny wokół Lęborka i Bytowa, jako lenno oraz Drahim tytułem zastawu. Traktat w Saint-Germain-en-Laye (1679) powiększał obszar brandenburskiego Pomorza w kierunku dolnej Odry.

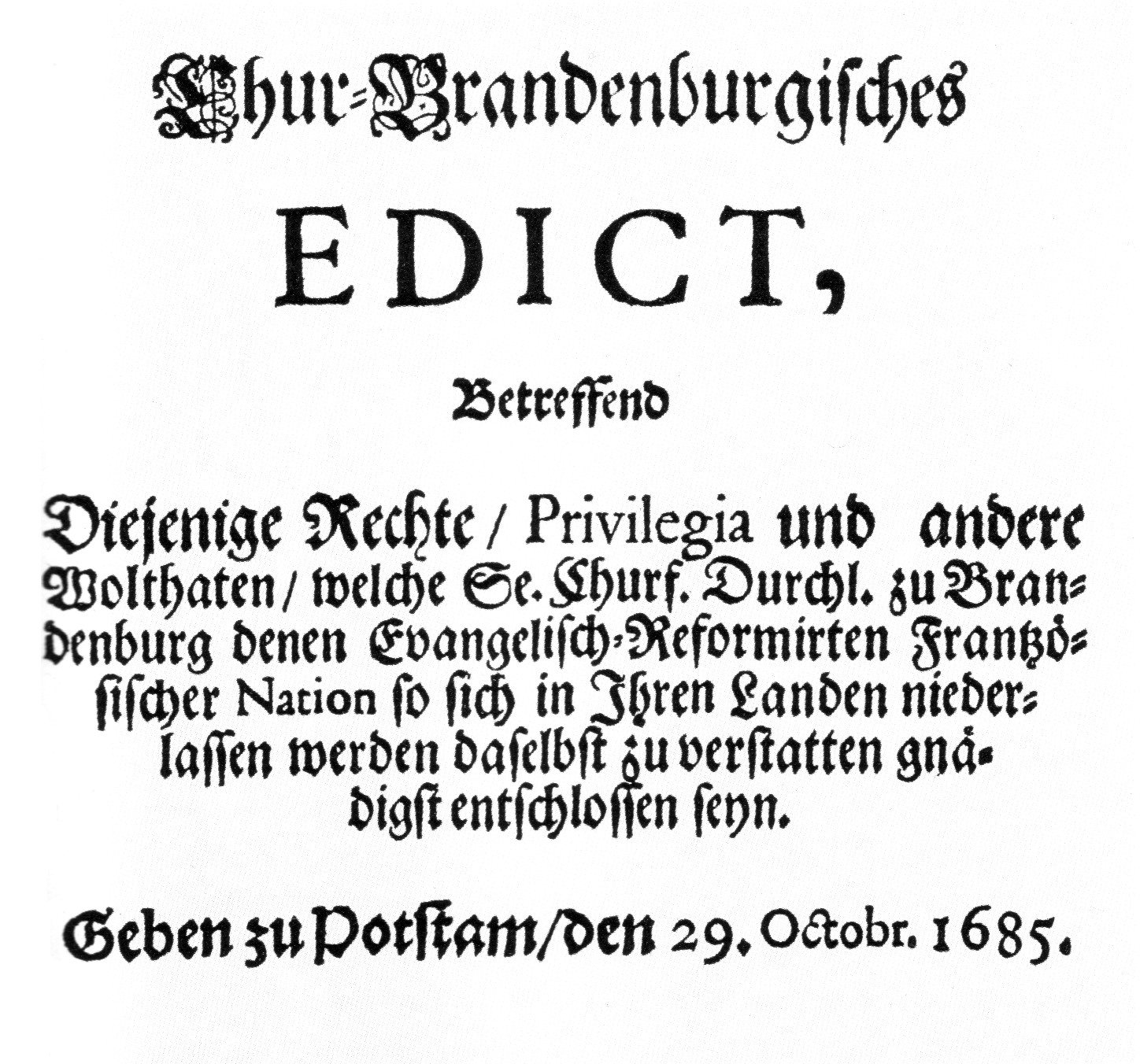
Edykt Poczdamski

Druga połowa XVII wieku położyła podstawy ku temu, by Prusy stały się jednym z mocarstw europejskich. Zwiększenie potencjału wojskowego państwa, oparte na wprowadzonej w 1653 stałej armii, przyniosło głośne zwycięstwa w bitwie pod Warszawą (1656) i bitwie pod Fehrbellin (1675) oraz Great Sleigh Drive (Die große Schlittenfahrt) (1678). Władcy Brandenburgii-Prus nie zaniedbywali również spraw morskich, na ten okres datuje się powstanie pruskiej marynarki, a także skolonizowanie obszaru Brandenburskiego Złotego Wybrzeża oraz wyspę Arkin. Fryderyk Wilhelm I, znany jako „Wielki Elektor”, otwarł granice pruskie dla imigrantów protestanckiej, wysiedlanych z wielu miejsc w Europie. Największa imigracja francuskich hugenotów przybyła do jego państwa po wydaniu edyktu poczdamskiego. Fryderyk Wilhelm poczynił również wielkie kroki w kierunku centralizacji administracji oraz ograniczenia roli stanów.
W 1701 Fryderyk I Pruski przybrał tytuł Króla w Prusach. Było to możliwe z powodu statusu księstwa pruskiego, które nie wchodziło w skład Świętego Cesarstwa Rzymskiego, a także dzięki aprobacie cesarza z rodu Habsburgów oraz innych dworów europejskich, czemu podstawę dał system sojuszów w Europie ogarniętej wojnami o hiszpańską sukcesję i wielką wojnę północną. Odtąd Brandenburgia-Prusy były powszechnie określane jako Królestwo Prus lub po prostu Prusy. Fryderyk i jego następcy kontynuowali politykę centralizacji i ekspansji zewnętrznej. Przekształcili unię personalną, luźno łączącą porozrzucane księstwa wchodzące w skład Brandenburgii-Prus, w system prowincji zarządzany centralnie z Berlina.

## Religia i migracje
W 1613 Jan Zygmunt porzucił luteranizm na rzecz kalwinizmu, lecz nie był w stanie zmusić do tego samego stanów pruskich opierając się na zasadzie cuius regio, eius religio. Wobec czego, 5 lutego 1615, zagwarantował luteranom wolność religijną, gdy dwór pozostał w większości luterański. Gdy Fryderyk Wilhelm odbudowywał zniszczoną przez wojnę gospodarkę, zachęcał osadników z całej Europy, zwykle perspektywą religijnego azylu, do osiedlenia się w jego państwie. W jego polityce migracyjnej szczególnej rangi wydarzeniem był edykt poczdamski z 1685, który przyciągnął do Brandenburgii-Prus około 15 tysięcy hugenotów.